# Severus Rogue
Pour les articles homonymes, voir Severus et Rogue.
Vous lisez un « bon article » labellisé en 2020.
Severus Rogue (Severus Snape en anglais) est un personnage fictif créé par la romancière britannique J. K. Rowling pour la série Harry Potter.
Professeur à l'école de magie de Poudlard et directeur de la maison des Serpentard, il y est depuis des années un maître de la préparation des potions redouté et particulièrement partial, avant d'être nommé par Albus Dumbledore au poste de professeur de défense contre les forces du Mal, qu'il désire depuis longtemps. Après la mort de Dumbledore, il devient directeur de l'école durant une année sous le règne de Voldemort.
Personnage sombre, aigri et amer, il a une personnalité complexe, ambiguë et assez indéchiffrable ; il a un physique peu engageant et un ton sarcastique. Il est également décrit comme un élève et un homme très brillant, mais montre une antipathie et une animosité particulières envers le héros dès l'arrivée de ce dernier à Poudlard, s'ingéniant à le ridiculiser tout en le sauvant plusieurs fois de situations dangereuses. Au fil des années, leurs deux personnalités se heurtent de plus en plus et la relation entre le professeur et l'élève se détériore au point que Harry Potter en arrive à douter de la loyauté de Rogue et à le considérer comme un ennemi majeur.
Selon certains universitaires, Rogue  présente « la figure la plus trouble et ambivalente de la résistance », et son rôle dans l'intrigue est ainsi difficile à interpréter pour le lecteur, qui est fréquemment entraîné sur de fausses pistes. La nature de sa loyauté et de ses motivations est donc une question cruciale qui ne trouve de réponse qu'à la fin du septième et dernier roman.
Severus Rogue est interprété au cinéma par Alan Rickman.

## Caractéristiques

### Description
Lorsqu'il est enfant, Rogue est négligé par ses parents ; il est alors chétif, avec les cheveux mal coupés et portant des vêtements débraillés. Il conserve cette apparence à l'adolescence, où il est décrit comme étant maigre et noueux, avec un nez crochu et un teint blafard, comme s'il vivait continuellement dans l'obscurité. À l'âge adulte, Rogue est mince, avec les cheveux noirs et gras, tombant en rideaux sur son visage. Il a le teint « cireux » et les dents jaunâtres,, et ses yeux noirs sont vides et froids « comme l'entrée d'un tunnel »,. Il porte toujours une longue cape et un manteau noirs qui lui donnent l'apparence d'une chauve-souris,. Par ailleurs, la marque des ténèbres figure sur son avant-bras gauche, mais n'est pas toujours visible.
Dans l'intrigue, Rogue est un personnage aimant la solitude. Il est détesté par la grande majorité de ses élèves et ne recherche aucun soutien auprès des autres protagonistes,. Il est amer, froid, sarcastique et cruel, et sa manière d'enseigner est basée sur les brimades et l'intimidation. C'est un sorcier néanmoins très intelligent et clairvoyant. Sa voix est généralement douce (« à peine plus élevée qu'un murmure »). Il attend de ses élèves qu'ils travaillent en silence et consciencieusement, et punit quiconque déroge à cette règle (en particulier les élèves de la maison Gryffondor), bien qu'il fasse partie des professeurs n'ayant généralement aucun besoin de crier ni de menacer les élèves pour obtenir le silence pendant leurs cours,. Il méprise particulièrement Harry Potter, mais son comportement laisse parfois entrevoir sa curiosité à son égard et un instinct protecteur vis-à-vis de lui et de ses amis, qu'il secourt à plusieurs reprises,. Rogue affiche un comportement posé et il est rarement embarrassé par une situation. Cette attitude distante et impassible contraste pourtant avec un caractère parfois brutal, notamment envers le héros.
Fasciné dès l'adolescence par la magie noire, c'est un spécialiste en potions (une discipline considérée par nature comme fallacieuse). Afin de perfectionner ses préparations, il annote son propre manuel scolaire de diverses astuces lorsqu'il est étudiant, ce qui permettra notamment à Harry Potter, qui récupèrera son vieux manuel par hasard durant sa sixième année d'étude, d'obtenir de meilleurs résultats en potions que Hermione Granger. Rogue devient professeur dans ce domaine à Poudlard, une fois adulte. Il est à l'origine du maléfice sectumsempra, destiné à creuser de profondes entailles sur le corps d'une personne (il met également au point le sortilège permettant de soigner ces blessures). En outre, c'est un bon legilimens (c'est-à-dire qu'il est apte à lire dans l'esprit ou dans les pensées d'une autre personne) et un « occlumens parfait » (apte à dissimuler ses propres pensées face à un legilimens très puissant).

### Nom et étymologie

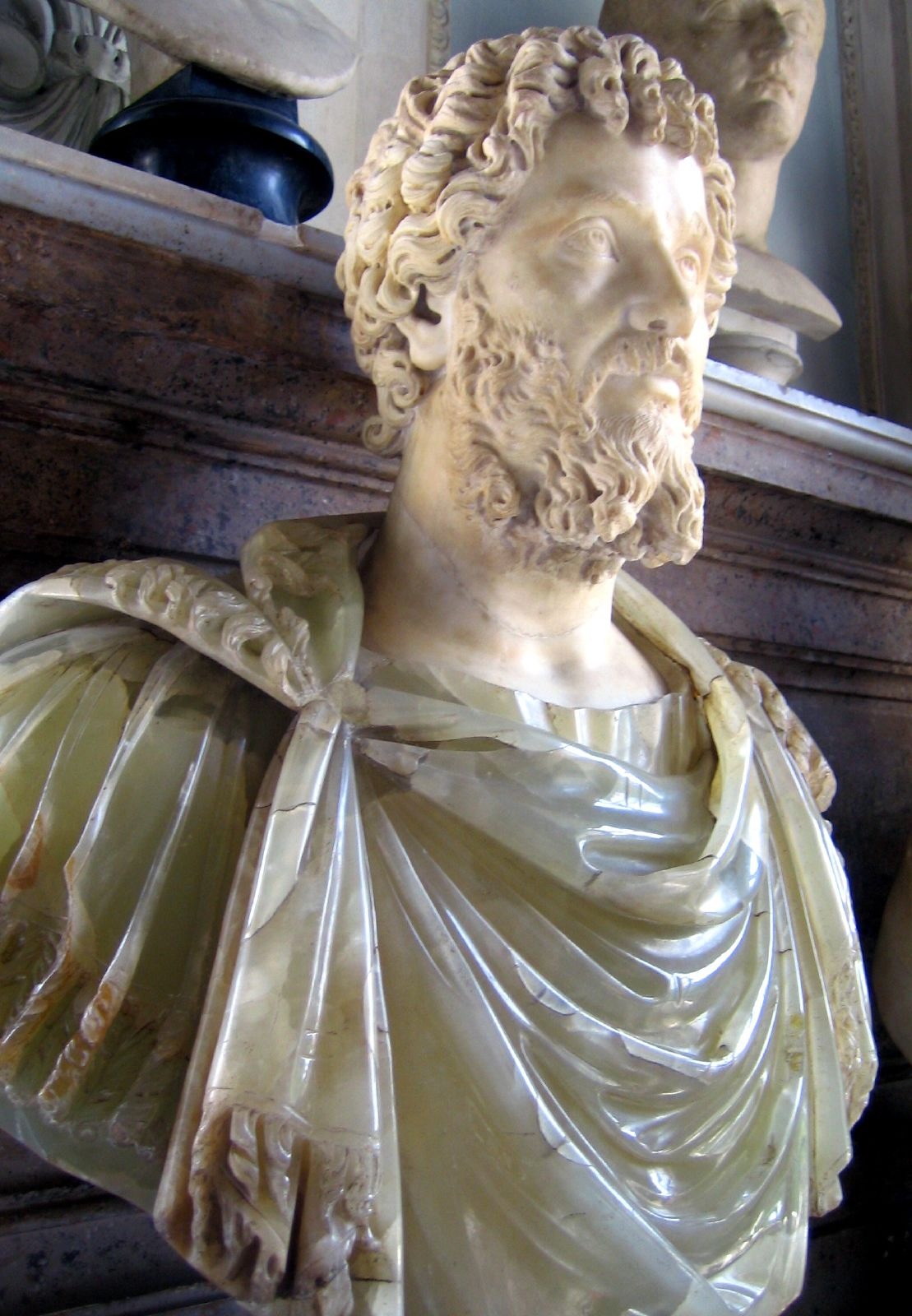
L'Empereur Septime Sévère (Septimius Severus), fondateur de la dynastie des Sévères.

Le nom complet de Severus Rogue (Severus Snape en anglais) porte une connotation de sévérité et de rigueur, et souligne le caractère du personnage,.
Severus est un mot latin signifiant « sévère ». On peut aussi le rapprocher du verbe anglais to sever (« couper, rompre »). Blandine Le Callet soulève dans ce prénom une allusion possible à la dynastie des Sévères et aux cinq empereurs ayant régné sur l'Empire romain aux IIe siècle et IIIe siècle. J. K. Rowling précise cependant en 2020 avoir été surtout influencée par le nom de la rue qu'elle empruntait régulièrement pour se rendre au travail, la Severus Road, London SW11.

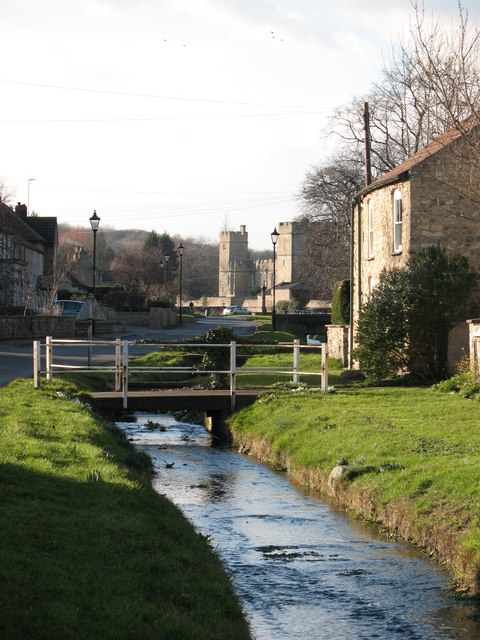
Le village de Snape et le château du même nom, dans le Yorkshire du Nord.

Son nom anglais Snape se rapproche du verbe to snap (« claquer, se casser net, rompre, se moquer ») ; du verbe to snipe (« critiquer » ou « attaquer » quelqu'un sournoisement) ainsi que du mot snake (« serpent »). C'est aussi le nom de plusieurs emplacements géographiques existants, notamment celui d'un village du Suffolk, et celui d'un village du nord du Yorkshire, près du mur d'Hadrien (ou mur de Sévère) abritant le château de Snape. Ce dernier village, réputé aussi pour le tissage de sa laine, aurait influencé J. K. Rowling pour choisir le nom du personnage : dans le livre, il est révélé que la maison familiale de Rogue est située à l'impasse du Tisseur (Spinner's end), près d'une rivière et d'une usine désaffectée.
« Rogue », la traduction du nom choisie par Jean-François Ménard, peut avoir un rapport avec le mot anglais rogue, qui signifie « gredin, scélérat, coquin ». Le mot français « rogue », peu courant, livre une connotation plus proche de l'arrogance et de la rudesse. L'éventuel lien entre le nom du personnage Snape et sa localisation dans l'histoire n'a donc pas été retenu dans la version française des romans.

## Histoire

### Jeunesse
Né le 9 janvier 1960, Severus Rogue est le fils d'un Moldu, Tobias Rogue, et d'une sorcière dite de « sang-pur » du nom d'Eileen Prince. C'est donc un sorcier de « sang-mêlé », tout comme Voldemort. Il grandit dans une petite ville industrielle, à un endroit nommé l'impasse du Tisseur. Enfant esseulé, il fréquente le même quartier que la petite Lily Evans, une sorcière née-Moldue avec laquelle il sympathise. Eileen Prince semble être une mère négligente, tandis que Tobias Rogue est un homme violent et méprisant. Les deux adultes se disputent beaucoup et Rogue ne reçoit de sa famille ni tendresse, ni affection.

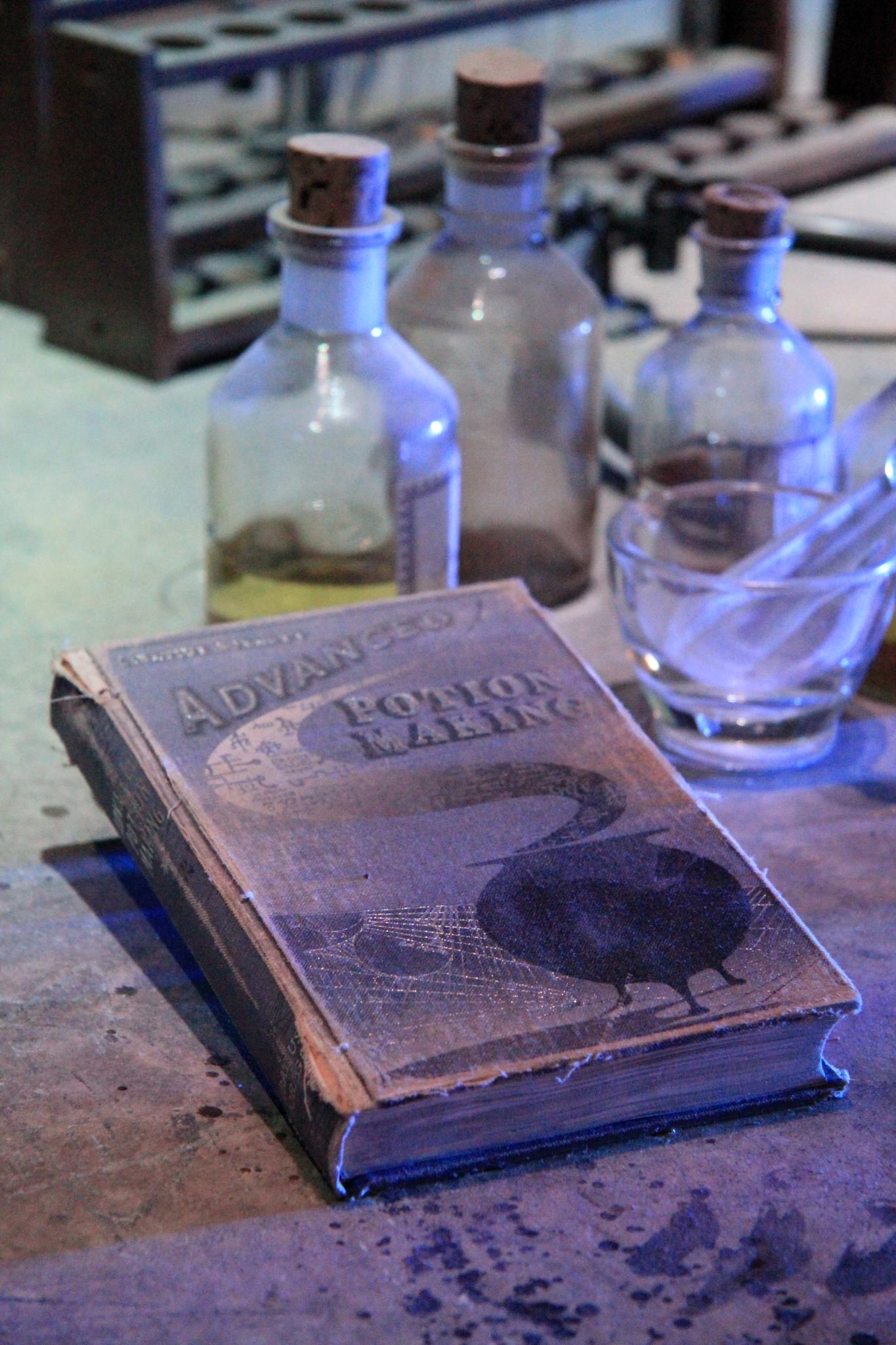
À l'adolescence, Rogue simplifie la préparation de plusieurs potions en annotant son propre manuel.

Rogue est élève à Poudlard dans les années 1970, en même temps que Lily, mais également que Sirius Black, Remus Lupin, Peter Pettigrow et James Potter. Lors de la cérémonie de répartition, Lily est envoyée à Gryffondor tandis que Rogue est envoyé à Serpentard. C'est un élève très studieux et particulièrement doué en potions ; il simplifie la préparation d'un grand nombre d'entre elles en annotant son propre manuel. Au cours de cette période, il se surnomme le « Prince de sang-mêlé », faisant référence au nom de famille de sa mère.
James Potter et Sirius Black ont un penchant pour les brimades et Rogue en est régulièrement victime. Vers la fin de ses études, Rogue, lors d'une humiliation publique que lui fait subir James, manque de respect à Lily en la traitant de « sang-de-bourbe », alors que celle-ci prend sa défense. Esseulé et profondément malheureux d'être définitivement rejeté par son amie, Rogue est de plus en plus attiré par les forces obscures. Après ses études, il décide de rejoindre le camp de Voldemort, tandis que James Potter et Lily Evans se marient et rejoignent l'ordre du Phénix fondé par Albus Dumbledore.
Plus tard, Rogue est amené à entendre une partie de la prophétie de Sibylle Trelawney, et transmet ce qu'il a entendu à Voldemort, ce qui entraîne indirectement la mort de James et Lily Potter.

### DansHarry Potter
Dans Harry Potter à l'école des sorciers, Rogue, devenu professeur de potions, fait la connaissance de Harry Potter et constate avec dégoût la forte ressemblance physique entre le garçon et son père, James. Pour cette raison, il lui manifeste une hostilité viscérale et immédiate, en rabaissant ce qu'il présume à tort être de la vanité dans le caractère de Harry. Il fait également preuve d'un favoritisme constant envers les élèves de Serpentard, notamment envers Drago Malefoy,. Il est rapidement soupçonné par Harry Potter, Ron Weasley et Hermione Granger de chercher à s'emparer de la pierre philosophale dans le but de restaurer Lord Voldemort,, mais aussi d'avoir essayé de faire tomber Harry de son balai lors d'un match de quidditch. Le lecteur apprend par Albus Dumbledore que James Potter avait un jour sauvé la vie de Rogue et que celui-ci aurait au contraire cherché à s’acquitter de sa dette en sauvant Harry, qui se trouvait lors du match sous l'emprise d'un sortilège de Quirinus Quirrell. Dumbledore manifeste en outre toute sa confiance au professeur de potions, ce que Harry ne comprend pas en raison de l'injustice et de la cruauté dont ce dernier fait preuve en permanence.
Rogue est de plus en plus frustré de n'avoir pu obtenir le poste de professeur de défense contre les forces du Mal, et manifeste dans Harry Potter et la Chambre des secrets une hostilité particulière envers le nouveau titulaire du poste, Gilderoy Lockhart, qui de son côté se montre pédant, prétentieux, vaniteux et incompétent. Face aux événements inquiétants qui menacent Poudlard, Rogue ne cache pas ses soupçons à propos de Harry et de son comportement étrange, tout en reconnaissant la faible probabilité que le garçon soit coupable.
Le nouveau professeur de défense contre les forces du Mal dans Harry Potter et le Prisonnier d'Azkaban est Remus Lupin, que Rogue semble mépriser encore davantage que ses prédécesseurs, à cause de l'ancienne amitié entre Lupin et James Potter, et en outre parce que Lupin est un loup-garou,. Rogue, à la demande de Dumbledore, lui prépare néanmoins la potion Tue-Loup lui permettant de garder le contrôle de lui-même pendant sa transformation. C'est également lui qui remplace Lupin lorsque celui-ci est incapable d'assurer ses cours. Ulcéré par cette situation, Rogue fait en sorte que les élèves devinent la nature de Lupin ; ces informations ne sont décryptées que par Hermione Granger, qui les conservera cependant pour elle. Rogue finit néanmoins par le préciser explicitement devant les élèves en fin d'année, incitant Lupin à présenter sa démission. Lorsqu'il se retrouve face à Sirius Black, présenté tout au long du roman comme un criminel en fuite, Rogue tente de le livrer aux Détraqueurs. Il se fait cependant assommer au préalable par Harry, Ron et Hermione à l'unisson. Plus tard, il transporte Hermione, légèrement blessée, Ron, inconscient à cause d'un mauvais sort, et Harry, évanoui après qu'il a dû faire face aux Détraqueurs en tentant de sauver Black, à l'infirmerie. Lorsqu'il s'aperçoit de la fuite de Black, il entre dans une colère violente.

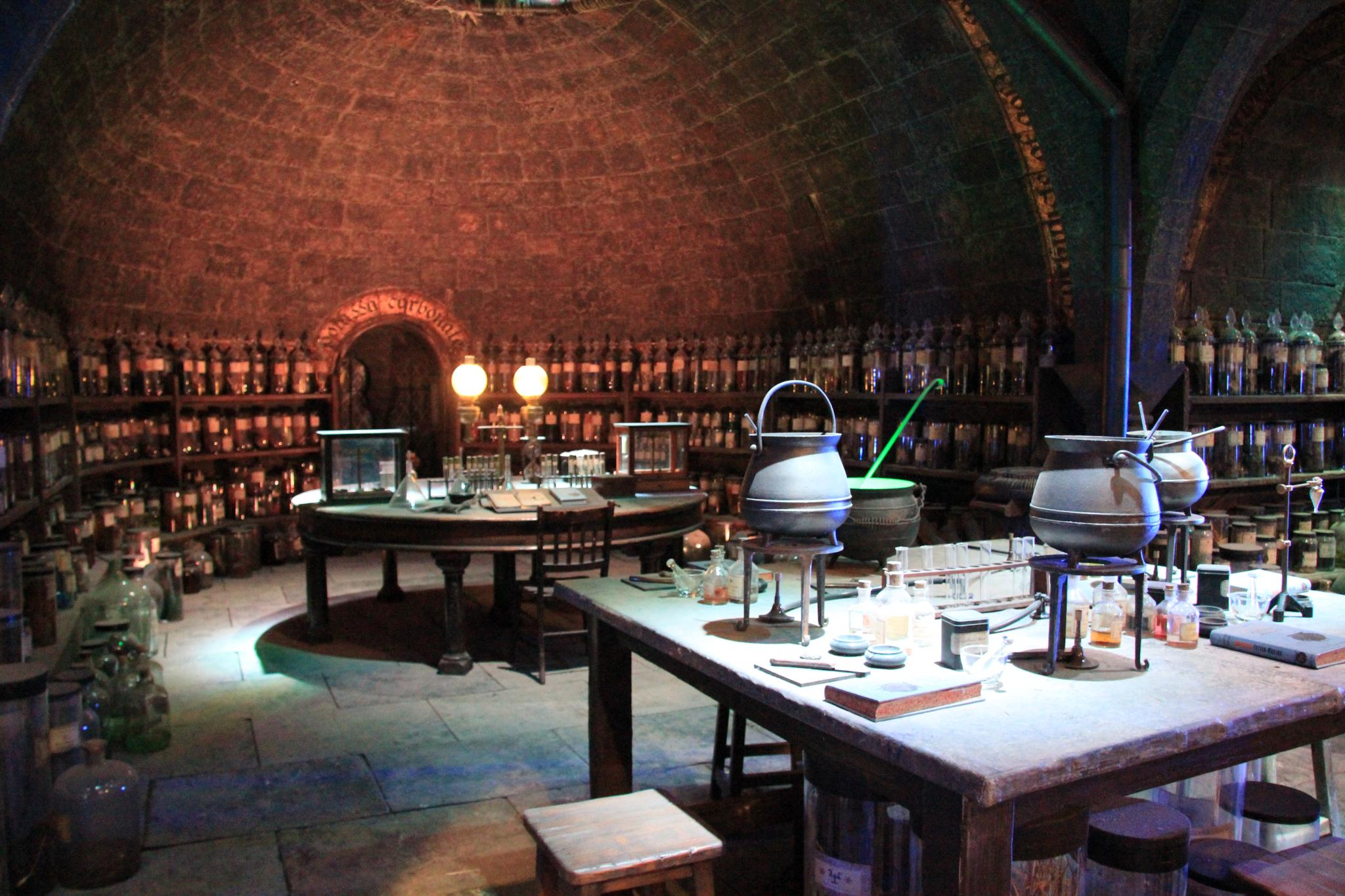
Une des salles de classe de Rogue, figurant dans plusieurs films Harry Potter (studios de Leavesden).

Dans Harry Potter et la Coupe de feu, le lecteur apprend que Rogue a été un mangemort, avant de changer de camp dans le but d'espionner Voldemort au service de Dumbledore. Durant l'année, il suspecte Harry de voler dans son armoire personnelle et le menace d'utiliser sur lui un élixir de vérité. Fin juin, alors qu'il sent la Marque des Ténèbres le brûler, Rogue ne se rend pas à l'appel de Voldemort, qui vient de reprendre forme humaine. Alors que l'ordre du Phénix se reforme, Rogue se voit confier par Dumbledore une mission qui reste secrète jusqu'à la fin du septième tome.
Après Noël, dans Harry Potter et l'Ordre du Phénix, Dumbledore demande à Rogue de donner des cours particuliers d'occlumancie à Harry, afin qu'il puisse fermer son esprit aux intrusions possibles de Voldemort. Mais les leçons s'avèrent quasiment inutiles, puisque ni Harry Potter et ni Rogue ne sont capables de contrôler leur colère vis-à-vis de l'autre. En voulant échapper à l'une de ses intrusions, Harry parvient cependant à entrer quelques instants dans l'esprit de Rogue et découvrir que ce dernier a vécu une enfance difficile auprès de parents qui se disputaient régulièrement. Rogue ne tient pas compte de l'incident, estimant cette réaction de défense comme un progrès notable. Lors d'une autre leçon, Harry, se retrouvant seul quelques instants dans la pièce, entre dans la pensine que Rogue a laissée derrière lui, et devient le témoin d'une scène de souvenir se déroulant à Poudlard, lorsque Rogue, adolescent, se fait brimer par James Potter et Sirius Black. Il voit également sa mère Lily intervenir en faveur de Rogue, puis celui-ci la traiter de « sang-de-bourbe ». Rogue surprend alors Harry dans la pensine, le réprimande violemment, puis met définitivement fin aux leçons d'occlumancie. En fin d'année, alors que Harry se rend dans le bureau de Dolores Ombrage et qu'il est interrogé par celle-ci sur ses activités suspectes relatives à l'Armée de Dumbledore, le garçon avertit Rogue de l'une de ses visions (sous forme de message codé) comme quoi Voldemort détiendrait Sirius prisonnier au Département des Mystères. Rogue simule l'incompréhension devant l'intérêt soudain d'Ombrage, mais vérifie ensuite la présence de Black au square Grimmaurd. Lorsqu'il s'aperçoit de la disparition de Harry et de ses amis, Rogue devine que le garçon est tombé dans le piège de Voldemort et qu'il s'est rendu au Ministère. Il avertit les membres de l'ordre du Phénix afin qu'ils aillent à son secours.

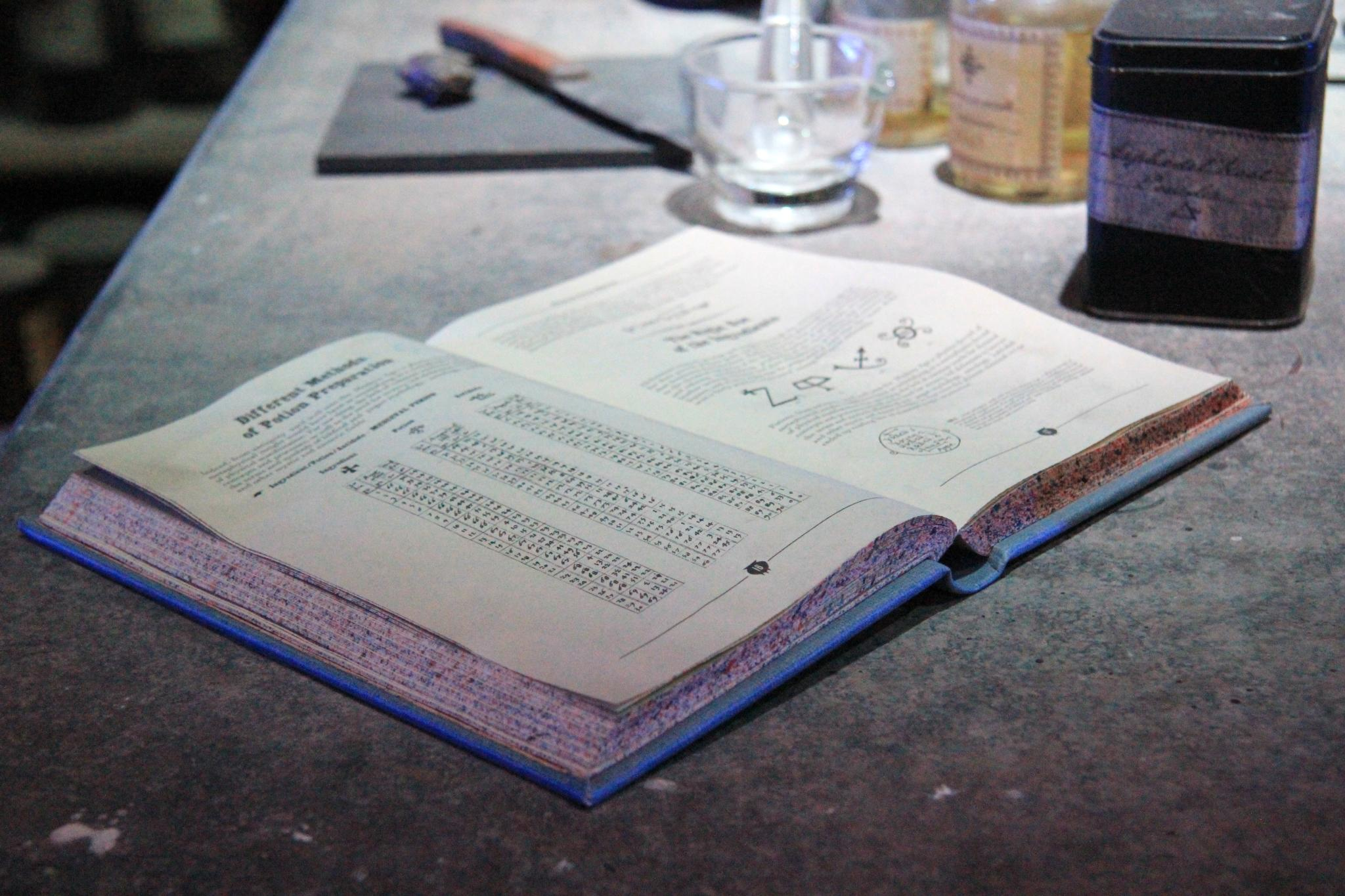
Harry Potter, en sixième année, hérite par hasard de l’ancien manuel de potions annoté par Rogue.

Avant le début de l'année scolaire que relate Harry Potter et le Prince de sang-mêlé, Rogue prête un « Serment Inviolable » avec Narcissa Malefoy, jurant de « protéger son fils Drago, de l'arrêter dans sa mission si le danger devenait trop grand et d'accomplir sa mission à sa place s'il venait à faillir », Voldemort ayant confié au garçon une mission dont on ignore encore la nature. D'autre part, Rogue obtient, à la surprise générale, le poste tant convoité de professeur de défense contre les forces du Mal. Au début de l'année, Harry trouve dans un placard un vieux manuel de potions ayant appartenu à un mystérieux « Prince de sang-mêlé » dont les annotations l'aident à progresser dans cette matière. Hermione, contrairement à Harry, est intriguée par ce personnage instruit et inconnu dont elle redoute que les sorts ne soient dangereux, et découvre à la fin de l'année qu'il s'agit de Rogue, à qui ce manuel a appartenu une vingtaine d'années auparavant. Celui-ci avait fait référence au nom de jeune fille de sa mère, Eileen Prince, et à son statut de sang-mêlé. À la fin du livre, à la suite d'une intrusion de mangemorts à Poudlard, Albus Dumbledore se retrouve à la merci de Drago Malefoy qui ne peut se résoudre à tuer le vieil homme, comme le lui a demandé Voldemort. Rogue tue alors Dumbledore sous les yeux horrifiés et impuissants de Harry. Le garçon tente de rattraper Rogue pour l’affronter, mais ce dernier l'empêche de combattre et s'enfuit de Poudlard en emmenant Drago Malefoy avec lui.
Rogue ne reste pas longtemps en fuite ; dès l'été suivant, dans Harry Potter et les Reliques de la Mort, Voldemort prend le pouvoir parmi la population magique de Grande-Bretagne et nomme le professeur de potions directeur de Poudlard, où une atmosphère de terreur s'installe. Il suffit d'une visite clandestine de Harry à Poudlard pour mettre l'école en ébullition. Rogue tente de le trouver en premier et interroge Minerva McGonagall, qu'il soupçonne de vouloir le couvrir. McGonagall, qui à ce moment précis accompagne le garçon caché sous sa cape d'invisibilité, affronte Rogue et, épaulée par d'autres professeurs, l'oblige à fuir. Quelques heures plus tard, alors que l'école est assiégée par les mangemorts, Rogue retrouve Voldemort dans la cabane hurlante. Ce dernier imagine que Rogue est le véritable maître de la baguette de sureau, ayant tué Albus Dumbledore, son ancien propriétaire, et décide donc de le tuer par l'intermédiaire de son serpent Nagini, afin de s'approprier les pouvoirs de la baguette. Harry, Ron et Hermione, qui assistent au meurtre en étant cachés, se dévoilent à Rogue juste après le départ du mage noir. À l'agonie, le professeur confie à Harry ses souvenirs, qui lui permettent de prouver sa véritable allégeance et d'expliquer au garçon en quoi consiste le plan de Dumbledore pour vaincre Voldemort,. Juste avant de mourir, Rogue demande à Harry de le regarder dans les yeux.

## Conception et évolution
Severus Rogue apparaît pour la première fois dans le chapitre 7 de Harry Potter à l'école des sorciers (1997) et demeure présent dans chacun des tomes de la série. Le personnage et le héros, lors de leur première rencontre, se situent dans la Grande salle de Poudlard avec les autres professeurs et élèves, et Rogue croise le regard de Harry, qui éprouve aussitôt une vive douleur à l'emplacement de sa cicatrice, ce qui le pousse à associer Rogue à Voldemort, et donc à l'appréhender de manière négative. De son côté, le professeur semble par la suite éprouver satisfaction à le punir cruellement, et apparaît même comme le « stéréotype du professeur injuste »,.

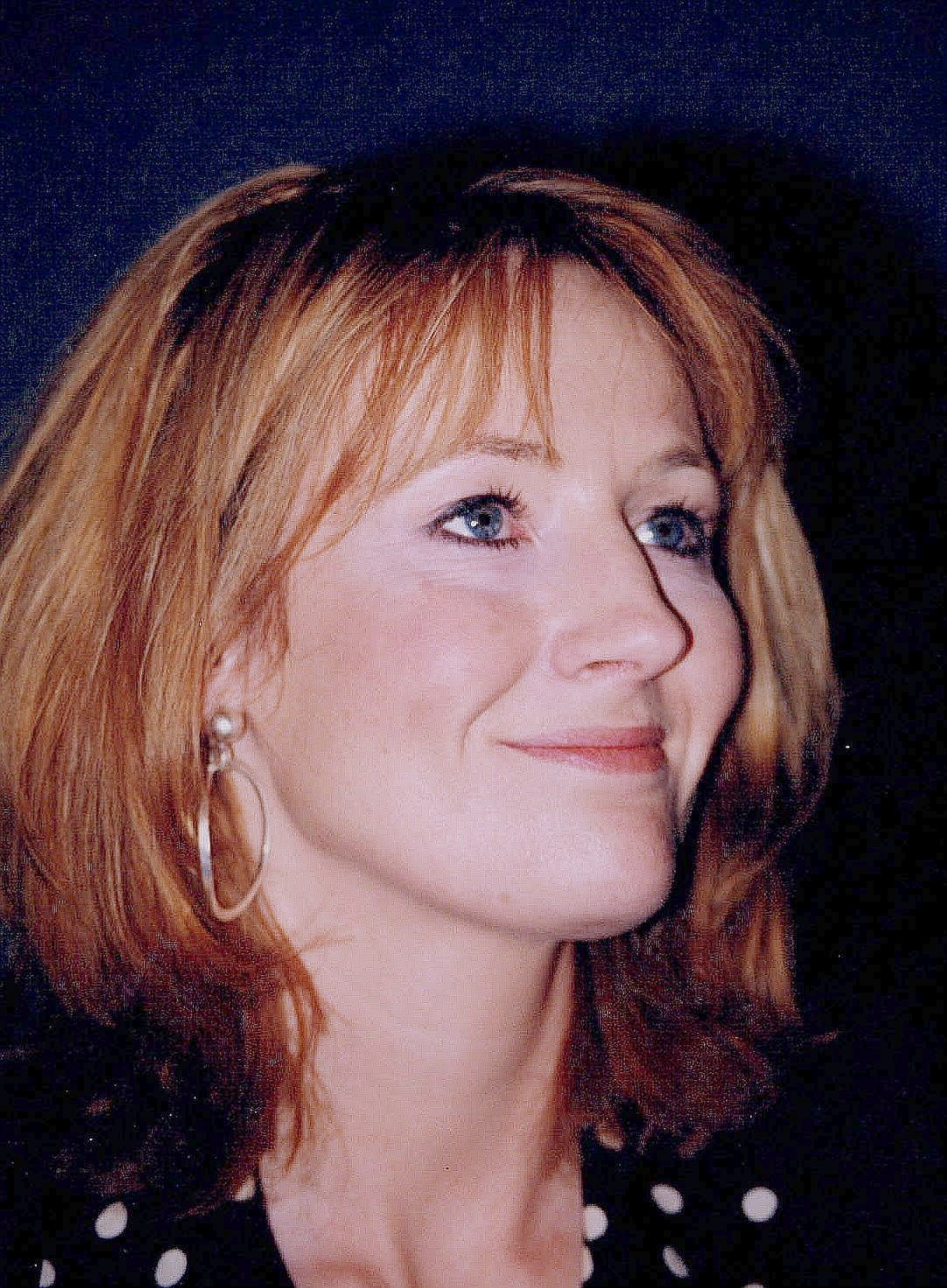
Plusieurs anciens professeurs de J. K. Rowling lui auraient servi d'inspirations pour le personnage.

Dans une entrevue accordée à Lindsey Fraser en 2000, J. K. Rowling précise que son institutrice de l'école de Tutshill, Sylvia Morgan, plaçait les élèves selon l'opinion qu'elle se faisait de leur intelligence. Rowling a ajouté que le personnage de Severus Rogue lui avait été inspiré « par un grand nombre de personnes », et que cette institutrice était « sans aucun doute l'une d'elles »,.
Le biographe Sean Smith considère également que John Nettleship, l'ancien professeur de chimie de Rowling aux classes supérieures — qui était également l'employeur de sa mère —, est un évident « point de départ » du personnage, et l'intéressé s'est reconnu sous ces traits,. Sans avoir précisé qu'il s'agissait de Nettleship, Rowling a dit avoir particulièrement « détesté » l'un de ses professeurs de collège qui était, selon elle, « un véritable tyran ». Dans une autre interview datant de 1999, elle a précisé que Rogue, professeur éminemment « sadique », était « vaguement basé » sur l'un des professeurs qu'elle a eus. Rogue aurait néanmoins été pour elle l'un de ses personnages les plus plaisants à écrire,.
Le doute sur la loyauté de Rogue plane constamment au cours de l'intrigue, tant parmi les autres protagonistes que chez le lecteur. Seul le personnage d'Albus Dumbledore lui accorde une confiance totale dès le début de l'histoire, pour des raisons qu'il garde secrètes et que le lecteur ne découvre qu'à la fin du dernier livre. Dumbledore laisse simplement entendre à Minerva McGonagall qu'il a « une raison indiscutable » de lui faire confiance. Tout au long du récit, J. K. Rowling amène le lecteur à suivre l'intrigue du point de vue du principal protagoniste et à obtenir les informations telles qu'elles lui sont présentées. Cependant, dans une interview de 1999, elle fait aussi allusion au rôle important de Rogue, suggérant que les lecteurs devraient « garder un œil » sur ce personnage dont « les apparences sont trompeuses ».
À partir du troisième tome, le lecteur est un peu plus éclairé sur la raison qui pousse le personnage à agir durement envers le héros : la ressemblance physique de ce dernier avec son père, James Potter, qui était en conflit avec Rogue durant leur jeunesse. Rogue est soumis à un désir de vengeance, dont le garçon fait les frais, mais il montre à plusieurs reprises qu'il est aussi capable de mettre ses ressentiments de côté, en secourant plusieurs fois Harry Potter et ses amis. Les informations fournies sont ainsi contradictoires et le personnage « gagne en complexité ».
Harry Potter, de son côté, se contente de haïr son professeur, qui s'emploie à lui rappeler inlassablement la nature arrogante et persécutrice de son père, ce que le garçon réfute avec force. Ainsi, bien que certains personnages fiables et amicaux s'emploient à interpréter les agissements de Rogue sous des aspects plus positifs, Harry se ferme simplement à leurs points de vue et à leurs arguments, qui ne correspondent pas à l'image qu'il s'en est fait. De nombreux élèves répandent également une rumeur selon laquelle le professeur de potions souhaiterait obtenir le poste de professeur de défense contre les forces du Mal, non pas pour apprendre aux élèves à se défendre, mais parce qu'il vénère ces forces obscures. La plupart des élèves pensent d'ailleurs que c'est la raison pour laquelle le poste lui est longtemps refusé.

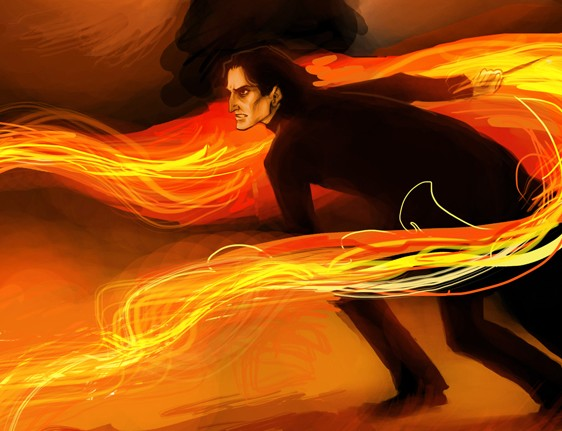
Représentation de Rogue contrant l'attaque de McGonagall dans les Reliques de la Mort.

Le lecteur apprend dans le tome suivant que Rogue a été mangemort, et d'autres personnages sont persuadés qu'il demeure fidèle à Voldemort. Au fil du récit, J. K. Rowling amène son héros et le lecteur à douter de plus en plus de la loyauté de Rogue, malgré le fait qu'Albus Dumbledore, figure de sagesse, n'aura jamais aucun doute sur sa fidélité. Lorsque Harry demande à Dumbledore ce qui lui permet d'affirmer que Rogue n'est pas du côté de Voldemort, Dumbledore lui répond simplement : « c'est une affaire entre le professeur Rogue et moi-même ». Dans l'Ordre du Phénix, Dumbledore voit un espoir de rapprocher Rogue et Harry par le biais des leçons particulières d'occlumancie. Mais l'élève et le professeur n'arrivent pas à mettre leur haine réciproque de côté. La colère du garçon l'amène même à évoquer très brièvement avec Rogue le rôle que ce dernier tient auprès de Voldemort, en tant qu'informateur, ce que Rogue ne nie pas (il se montre même satisfait que Harry ait abordé le sujet). Au cours de l'année, Ron évoque l'éventualité que Rogue puisse, au lieu de chercher à aider Harry, tenter de faciliter la tâche de Voldemort à l'insu du directeur. La diabolisation de Rogue atteint donc son apogée lorsque, à la fin du sixième roman, il tue Dumbledore, avant de prendre sa place en tant que directeur de Poudlard. Par l'intermédiaire de Rogue, Rowling fait ainsi le choix de priver son héros de sa protection la plus sûre et la plus évidente aux yeux du lecteur.
Dans le chapitre « Le récit du Prince » du dernier tome, les souvenirs que Rogue communique à Harry juste avant de mourir éclaircissent les mystères qui l'enveloppent depuis le début de l'histoire. Le garçon apprend ainsi que Rogue était un voisin et ami d'enfance de sa mère (Lily Evans), et qu'il en est tombé amoureux. À dix-sept ans, celle-ci lui a préféré son rival James Potter. Rogue, lorsqu'il était mangemort, s'est rapproché d'Albus Dumbledore afin d'essayer de protéger Lily de Voldemort, en sachant que celui-ci avait décidé de tuer les époux Potter et leur fils. Les précautions de Dumbledore n'ayant pas suffi, ce dernier a ensuite manipulé Rogue, qui était rongé par la profonde tristesse et le remords, en lui faisant comprendre qu'il était dorénavant de son devoir de se racheter en protégeant le fils de Lily, seul survivant de l'attaque. En échange, Rogue a fait promettre à Dumbledore de ne jamais communiquer à qui que ce soit ses motivations et ses sentiments pour Lily. C'est en partie ce serment qui a tenu Dumbledore au silence et nourri l’ambiguïté autour de Rogue tout au long de l'intrigue.
Étant condamné à la suite de sa manipulation maladroite d'un horcruxe, Dumbledore avait fait promettre à Rogue de le tuer au moment voulu, plutôt que de laisser Drago Malefoy — qui était chargé par Voldemort de le faire — devenir un assassin. Dumbledore souhaitait également, par cette demande, faire que Rogue devienne le propriétaire légitime de la baguette de sureau.
Rogue apprend sur le tard, horrifié, que le plan de Dumbledore pour vaincre Voldemort consistait finalement à sacrifier Harry Potter, qui contenait en lui une part de l'âme de Voldemort (un horcruxe),. Il était cependant contraint, de par sa promesse, de mener le plan à son terme et de ne livrer la vérité à Harry Potter qu'au tout dernier moment, c'est-à-dire une fois que les autres horcruxes auraient été détruits. Après la mort de Dumbledore, Rogue était également tenu de ne jamais informer Harry qu'il combattait à ses côtés, puisque la connexion encore existante entre l'esprit du garçon et celui de Voldemort aurait pu amener ce dernier à comprendre et déjouer le plan. Rogue a donc guidé discrètement Harry Potter jusqu'à l'épée de Gryffondor à l'aide de son patronus (dont la forme est identique à celui de Lily Potter), afin que le garçon puisse détruire les horcruxes.

## Critique et analyse

### Rôle et psychologie du personnage

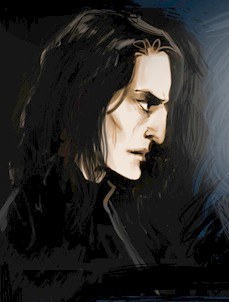
Représentation possible du profil de Severus Rogue.

Rogue est, dès l'enfance, fasciné par la magie noire qui, selon l'écrivain Sigrun Strunk, lui offre une forme d’échappatoire lorsqu'il ne peut trouver conseils et sécurité auprès de son entourage. Alors qu'il est un jeune garçon timide, esseulé mais fier, la magie noire est pour lui une façon d'essayer de gagner du pouvoir et de l'influence sur les autres, et de gagner l'estime des gens « bien nés »,. Cependant, c'est à une enfant née-Moldue, Lily Evans, que le jeune Rogue s'attache le plus. J. K. Rowling explique l'attitude de Rogue ainsi : « […] Comme beaucoup de personnes faibles et vulnérables […], il est devenu membre de quelque chose de grand, de puissant et d’impressionnant […] il était tellement aveuglé par la magie noire qu’il pensait que Lily trouverait impressionnant qu’il devienne un Mangemort ». Mais au lieu d'être impressionnée par les capacités de Rogue, Lily redoute cette part d'ombre.
À l'adolescence, Rogue est tiraillé entre suivre ses principes ou suivre ses sentiments. Il est amoureux de Lily, mais semble penser à cet âge que cet amour est honteux. Selon Sigrun Strunk, il est de première importance, pour le jeune Rogue, de se comporter en public selon les normes des sorciers qu'il trouve influents, et donc de se montrer méprisant envers tout sorcier issu d'une famille de Moldus (ce qu'il a l'extrême maladresse de faire à cet âge, même contre Lily), puisque afficher publiquement de l’affection pour une fille issue d'une telle famille signifierait perdre l'estime des personnes puissantes à ses yeux.
Au contact de Lily, Rogue change progressivement d'opinion sur l'importance de la « pureté » du sang chez les sorciers et finit par se convaincre que cela n'a aucune importance. Il demeure néanmoins incapable d'avouer ce qu'il ressent pour Lily. Il choisit même d'apprendre très tôt l'art de l'occlumancie, afin que ses sentiments ne soient connus de quiconque. Cette mesure d'auto-protection s’avérera extrêmement précieuse par la suite pour Albus Dumbledore qui, grâce à la rédemption de Rogue et à son soutien après le meurtre de Lily par Voldemort, parviendra ainsi à dissimuler ses intentions aux yeux du mage noir (un puissant legilimens), à la cause duquel Rogue feint de rester fidèle. Comme elle le présente dans son essai Harry Potter ou les chemins insolites de la résistance, Sabine Delzescaux pense que Rogue représente « l'un des principaux artisans de la résistance contre Voldemort ». Il joue un rôle crucial d'agent double : il doit conserver la confiance de Voldemort, être dans ses confidences, l'influencer autant que possible et informer l'ordre du Phénix de ses intentions, tout en faisant croire à Voldemort qu'il agit de la même manière en sa faveur. Il y parvient avec succès. Ainsi, chaque dirigeant sait que Rogue est dans les confidences du camp ennemi et est convaincu de sa loyauté (Voldemort est certain de pouvoir deviner les pensées de chaque individu, y compris celles de Rogue, et Dumbledore, qui a été mis dans les confidences de Rogue, est fondamentalement convaincu du pouvoir de l'amour).
Par ailleurs, Dumbledore aurait souhaité que Rogue devienne professeur de défense contre les forces du Mal beaucoup plus tôt dans sa carrière, puisque Rogue, qui désire depuis longtemps enseigner cette discipline, est selon toute probabilité la personne la mieux placée pour le faire : il connaît à la fois l'attrait que les forces du Mal peuvent exercer sur un être humain, et les facultés qu'il faut maîtriser pour s'en défendre. Néanmoins, la « malédiction » touchant le poste aurait contraint Dumbledore à attendre les événements de l'été précédant Harry Potter et le Prince de sang-mêlé pour l'y nommer. Le directeur devinait que Rogue serait — après l'avoir tué selon leur accord — nommé par Voldemort pour prendre sa place en tant que directeur de Poudlard, et que l'ancien mangemort assurerait ainsi, à sa manière, la protection des élèves.

« — Je vous avais dit de vous débarrasser de toute émotion ! 
— Ah oui ? Eh bien, je trouve ça très difficile en ce moment, gronda Harry. 
— Alors, vous deviendrez une proie facile pour le Seigneur des Ténèbres ! […] Les idiots qui portent fièrement leur cœur en bandoulière, qui sont incapables de contrôler leurs émotions, qui se complaisent dans les souvenirs les plus tristes et se laissent facilement provoquer — les gens faibles, en d'autres termes — n'ont aucune chance de résister à ses pouvoirs ! »

— Harry et Rogue, leçon d'occlumancie,
Harry Potter et l'Ordre du Phénix, chapitre 24.
D'après les professeurs Catherine et David Deavel,, le talent de Rogue pour l'occlumancie révélerait à la fois sa force et sa faiblesse de caractère. Car bien que cette capacité permette de duper et de vaincre indirectement Voldemort, cela empêche également Rogue d'être apprécié et considéré de son vivant pour son dévouement et son courage auprès des autres personnages : il est seul et détesté de tous. Son interprète Alan Rickman pense même que Rogue désire être « l'opposé du type de personne que les gens respectent […] ». Il cache ses sentiments, aussi bien l'amour que la souffrance. Selon Sigrun Strunk, aucun autre personnage, pas même Dumbledore, n'est en mesure de comprendre à quel point la mort de Lily Potter l'a affecté,. Les professeurs Deavel pensent qu'il garderait aussi en lui, en partie, la même conviction que Voldemort selon laquelle les personnes qui agissent en étant guidées par leurs sentiments sont faibles ; c'est ce qu'il ferait comprendre à Harry Potter pendant leur première leçon d'occlumancie (extrait ci-contre). Marianne Chaillan, auteure de Harry Potter à l'école de la philosophie, propose néanmoins une interprétation différente de ce passage : selon elle, Rogue souhaiterait, plutôt que de dénigrer ceux qui éprouvent des émotions, faire comprendre au garçon que se laisser submerger par la souffrance comme il pourrait être tenté de le faire — sentiment que Rogue pourrait aisément comprendre et partager — reviendrait à se livrer trop facilement à Voldemort et à ce qu'il symbolise : le « rejet de la vie sous prétexte de la souffrance ».

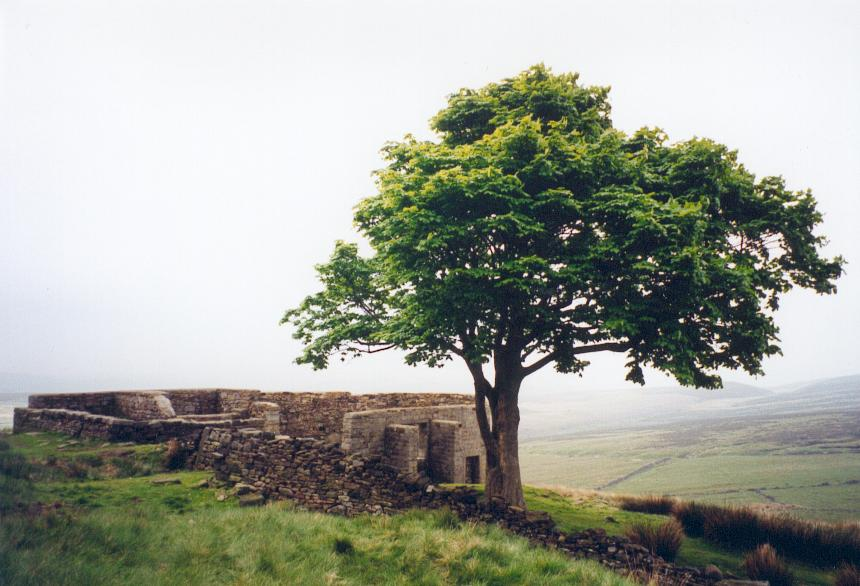
Rogue a été comparé aux héros byroniens, tels que Heathcliff dans Les Hauts de Hurlevent.

J. K. Rowling suggère qu'en dissimulant ainsi ses émotions, Rogue aurait volontairement placé sa vie entre parenthèses : c'est un être froid, aux yeux qui « ne reflètent que sa mort intérieure ». Dans un article du Point intitulé Rogue, le plus beau de tous les salauds, la philosophe Edwige Chirouter met en avant le fait que Rogue « reste dans les limbes, dans son ressentiment ». Il agit comme un homme « prisonnier du passé et de sa blessure ». Sabine Delzescaux partage ce point de vue en disant que Rogue représente la figure de la haine et du ressentiment. Dans son essai To Sir with Love (contenu dans le livre Mapping the World of Harry Potter), Joyce Millman suggère qu'en cela, Rogue pourrait être dérivé d'une tradition de héros byroniens, tels que Heathcliff dans Les Hauts de Hurlevent. Par ailleurs, la première question que Rogue pose à Harry — « Qu'est-ce que j'obtiens quand j'ajoute de la racine d'asphodèle en poudre à une infusion d'armoise ? » — ferait référence à sa mère Lily, aux remords et à la douleur provoquée par sa disparition : l'asphodèle, de la famille des liliacées (ou des lys, Lily en anglais), signifierait « regret du passé », tandis que l'armoise serait le symbole de l'absence, d'après certains botanistes,.
L'écrivain Isabelle Smadja pense que Rogue pourrait également être considéré comme une figure paternelle ambivalente pour le héros, en possédant « la sévérité d'un père, sans en avoir l'indulgence ». À ce titre, il peut être rapproché de sa consœur Minerva McGonagall, qui fait preuve d'autant de sévérité, d'exigence et de froideur, à la différence majeure que cette dernière demeure impartiale. De son côté, Rogue revoit James Potter à travers Harry, mais sa haine pour le père du garçon se retrouve compensée par l’amour indéfectible qu'il éprouve encore pour sa mère. Dans leur essai, les professeurs Deavel disent que Rowling refuse de limiter l'amour à quelque chose de « purement rhétorique et sentimental » dans son œuvre : Rogue ne choisirait pas de protéger Harry Potter et les autres ennemis de Voldemort par affection pour eux, mais parce qu'il pense agir ainsi pour leur bien, et selon ce que Lily aurait elle-même décidé de faire pour eux.

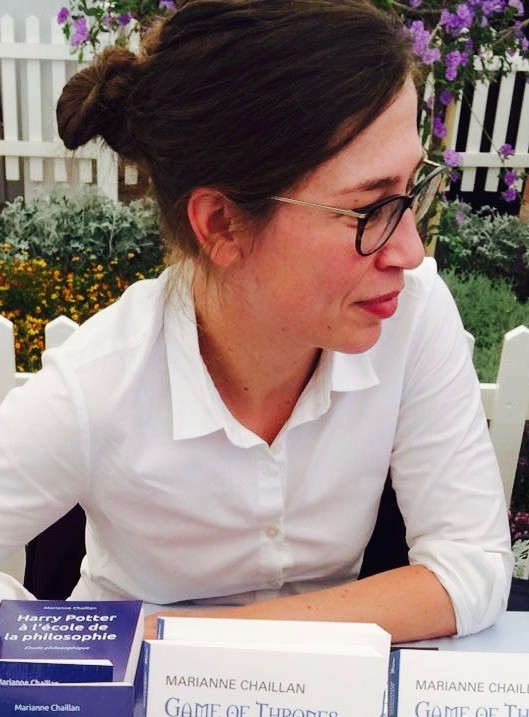
Selon Marianne Chaillan, Rogue trouve une forme de salut dans le fait de protéger Harry Potter.

Pour Sabine Delzescaux, Rogue est la figure la plus ambiguë et énigmatique de la série, dans la mesure où il fait le choix de ne pas porter le « masque de la vertu », en œuvrant en secret sous une haine apparente. Ainsi, le lecteur ne sait jamais quels sentiments l’animent, ni même s’il se positionne, fondamentalement, au service de la mort ou de la vie. Les seules émotions que Rogue exprime sont celles de la haine et du dégoût : envers lui-même, envers Harry Potter, mais également envers Dumbledore, qui lui fait promettre de devenir son assassin aux yeux de ses alliés,, et qui a pris secrètement la décision de condamner Harry, que Rogue s'était engagé à protéger,. Il ressent des émotions conflictuelles tout au long du récit, mais sa capacité à agir à plusieurs reprises pour le Bien, malgré son aversion, témoigne de la puissance de son amour envers Lily. Pour Marianne Chaillan, Rogue, par sa capacité à aimer, est humain avant tout, et se rend vulnérable ; il a choisi ce chemin après la mort de Lily. Plutôt que de se tourner vers l'obscurité et la magie noire, il trouve « une forme de salut » dans le fait de protéger la personne la plus chère aux yeux de celle qu'il aime toujours,. Cet amour, qui était au départ égoïste, a fondamentalement transformé Rogue à partir du moment où il s'est engagé à combattre Voldemort,,. Même si Rogue et Harry se détestent mutuellement et que Rogue n'éprouvera jamais aucune affection pour le fils de Lily, le garçon trouve en ce personnage glacial et ambigu l'un de ses protecteurs les plus efficaces et les plus puissants,. Par ailleurs, il est le seul à qui Rogue accepte « d'offrir » ses souvenirs avant de mourir ; le seul à savoir ce qu'il a réellement ressenti pour sa mère, et fait pour lui. Mathilde Cesbron (journaliste du Point) et Sigrun Strunk se rejoignent sur le fait que l'opinion de Harry Potter était en définitive très importante aux yeux de Rogue,, qui souhaitait une reconnaissance de sa part, et l'a finalement obtenue, : dix-neuf ans après la mort du professeur, Harry dit à son fils Albus Severus qu'il porte notamment le nom d'un Serpentard et « sans doute l'homme le plus courageux [qu'il ait] jamais rencontré ».

### Accueil
Bien que le personnage ne soit pas considéré comme « aimable », Rogue a rapidement gagné en popularité auprès des fans, à un niveau qui a surpris J. K. Rowling (pour qui quelqu'un comme Rogue mérite autant l'admiration que la désapprobation). En 2011, MTV organise un sondage public permettant aux admirateurs de voter pour le meilleur personnage de Harry Potter ; Rogue a été élu premier. La même année, Rogue se classe une nouvelle fois en première position parmi les meilleurs personnages de la série dans un sondage public organisé par la maison d'édition Bloomsbury ; de même qu'en 2016, dans un sondage organisé par le magazine Empire.

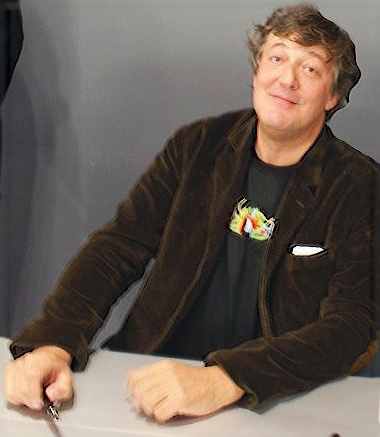
Stephen Fry relève l'ambiguïté fascinante du personnage.

Le site IGN a affirmé que Rogue a eu « un impact considérable sur la série ». Jenny Sawyer, de The Christian Science Monitor, commente le développement du personnage, affirmant que Rogue est le seul protagoniste qui ait véritablement un choix à faire et qui a des difficultés à faire ce qui est juste, et donc le seul à faire face à une « crise intérieure absolue ». Elle pense que la popularité du personnage est due à son cheminement moral et au conflit intérieur qu'il subit, car c’est la lutte du héros et la rédemption coûteuse de Rogue qui importent vraiment : « le personnage cherchait la résolution. Et c’est précisément ce besoin de résolution — notre désir de connaître le véritable Rogue et de comprendre ses choix — qui en fait le personnage le plus convaincant de l'épopée Potter ». Stephen Fry, le narrateur britannique des livres audio de la série, a déclaré en 2003 que « la plupart des personnages comme Rogue sont difficiles à aimer mais ont une sorte d’ambiguïté […], [Rogue] a quelque chose de triste au fond de lui, il est solitaire, et c'est fascinant de penser qu'il est sur le point de devenir le méchant… avant que l'on se rende compte qu'il n'est pas si mauvais ».
Malgré le peu d'informations fournies sur le personnage avant la fin de la série, certaines théories ont été suggérées de longue date par une minorité d'admirateurs sur les véritables motivations de Rogue,. En 1999, après la publication de Harry Potter et le Prisonnier d'Azkaban, une question a été posée à Rowling concernant la possibilité que Rogue soit amoureux, et que cela puisse constituer un motif de rédemption de son personnage. Rowling a été très surprise de cette remarque à ce moment précis du récit, en ajoutant qu'elle ne pourrait être plus explicite à ce sujet qu'après la publication du septième tome. Elle se souvient également d'une femme qui, juste après la publication du troisième livre, a soupçonné que Rogue soit amoureux de Lily. Elle s'est alors demandé ce qui avait pu la trahir dans l'écriture de ce tome.

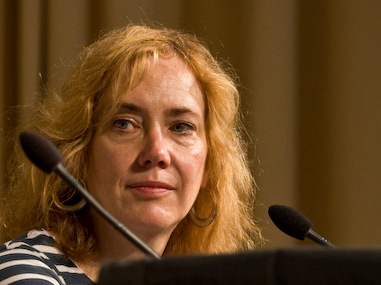
Elizabeth Hand pense que le destin de Rogue est le plus intéressant de ceux imaginés par Rowling.

La révélation finale sur la loyauté de Rogue dans Harry Potter et les Reliques de la Mort a été perçue de manière positive par les admirateurs et les critiques. Daniel Radcliffe, qui interprète Harry Potter dans les adaptations cinématographiques, s'est dit ravi de constater que sa théorie, selon laquelle Rogue finirait par devenir « une sorte de héros tragique », s'est avérée exacte. La romancière de fantasy Elizabeth Hand écrit dans le Washington Post que « le solitaire tant décrié, Rogue, n'apparaît véritablement que dans la dernière partie des Reliques de la Mort, mais quand il le fait, le livre devient le sien : le destin de Rogue, plus que celui de Voldemort, et peut-être même plus que celui de Harry, est le plus déchirant, surprenant et satisfaisant de toutes les réalisations de Rowling ».
Marianne Chaillan, auteure du livre Harry Potter à l'école de la philosophie, considère que Severus Rogue est « sans aucun doute l'un des plus beaux personnages de la saga », tandis que la philosophe Edwige Chirouter estime qu'un personnage comme Rogue est « très bénéfique pour un jeune public », qui est ainsi poussé à se questionner sur ce qui fait d'un être humain quelqu'un de « bon ou méchant », ainsi qu'à faire preuve de tolérance et d'ouverture d'esprit face à la complexité. Elle estime aussi que par son acte « sublime » et son sacrifice, Rogue « transcende ce que l'immense majorité des hommes est capable de faire ». Sabine Delzescaux note cependant que « l’acte de résistance » de Rogue demeure ambivalent et s'instaure davantage sur son sentiment de culpabilité que sur des principes éthiques. Ainsi, s'il n'avait pas aimé Lily Potter, Rogue n'aurait probablement pas cherché à protéger son fils. Rowling confirme d'ailleurs cette idée, tout en se penchant sur l'aspect héroïque de son personnage : « Je pense […] que c'est un héros, mais un héros imparfait. Un anti-héros, peut-être. Ce n'est pas un homme très agréable dans bien des domaines. Il reste plutôt cruel, une brute remplie d’amertume – et pourtant il a aimé, il a été loyal, et, pour finir, il a sacrifié sa vie pour cet amour. C’est plutôt héroïque ! ».

## Cinéma et théâtre

### Dans les filmsHarry Potter(2001-2011)
En 2000, Tim Roth est un temps envisagé pour interpréter le personnage au cinéma. C'est finalement Alan Rickman, un autre acteur britannique, qui obtient le rôle selon le souhait de J. K. Rowling.

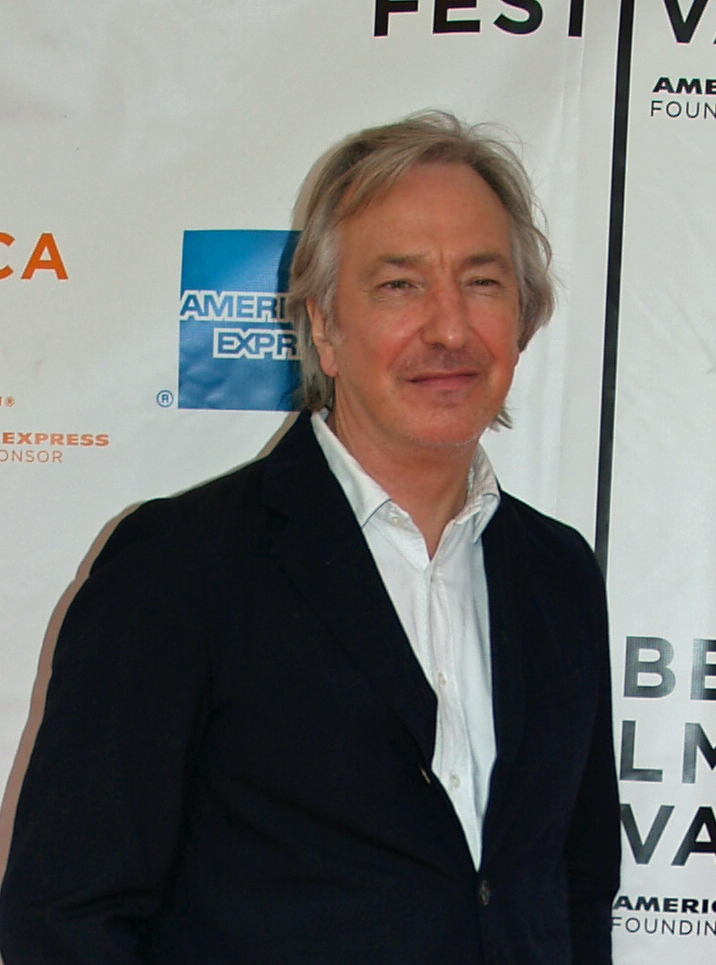
Alan Rickman interprète Severus Rogue dans les films Harry Potter.

L'acteur a été charmé par le premier livre (qu'il a lu lors de la pré-production du film), mais souhaitait connaître plus en profondeur le personnage pour se considérer en mesure de l'interpréter. Dans une interview de 2006, Alan Rickman déclare que J. K. Rowling lui a révélé, avant même le début de tournage du premier film, un détail précis sur Rogue, afin de l'aider à mieux comprendre la complexité du personnage. Rowling lui avait fait promettre de garder le secret sur le contenu de leur conversation. Rickman a toujours mis un point d'honneur à respecter cette promesse, même après la sortie du dernier film où tous les secrets de l'intrigue ont été révélés au grand public. D'après Chris Columbus, réalisateur des deux premiers films, la performance d'Alan Rickman s'est basée depuis le départ sur cette fameuse conversation avec l'auteure. 
En 2011, Rickman a estimé que Rogue était un personnage « intéressant » à interpréter : « sa concentration est totale parce qu'il sait qu'il a une tâche à accomplir ». La même année, Rowling a laissé entendre à Daniel Radcliffe, lors d'un entretien filmé, qu'Alan Rickman avait appris très tôt que son personnage était amoureux de Lily Potter et qu'il savait également pourquoi son personnage se montrait parfois cruel envers Harry. Trois jours après la mort de l'acteur, en janvier 2016, J. K. Rowling a finalement révélé à une internaute curieuse le sujet de leur discussion : « J'ai révélé à Alan ce qui se cachait derrière le mot « toujours » » (en référence au chapitre Le récit du Prince).

« Parfois, un réalisateur disait à Alan comment aborder une scène, et il répondait qu'il ne pouvait pas. En y repensant, on se rend compte qu'il y avait toujours quelque chose, un regard, une expression, un sentiment qui annonçait ce qui allait suivre… Alan occupe une place importante dans ces films et y apporte une émotion incommensurable. »

— David Heyman en 2015.
Après la sortie du dernier film, Télérama considère Alan Rickman comme « l’acteur le plus ensorcelant » de la série. Mathilde Cesbron estime quant à elle que Rickman a su conférer à Rogue une « stature shakespearienne ». Première salue également la performance de l’acteur : « Jusqu'au bout, il nous a fait douter, jusqu'au bout, il a joué d'une ambiguïté indéfinissable. […] Son onctuosité maléfique et sa voix de velours ont longtemps fait croire que Rogue serait le bad boy de l'histoire. Rickman lui apporte un charisme trouble et ambigu qui en fait le personnage le plus riche de Harry Potter ».

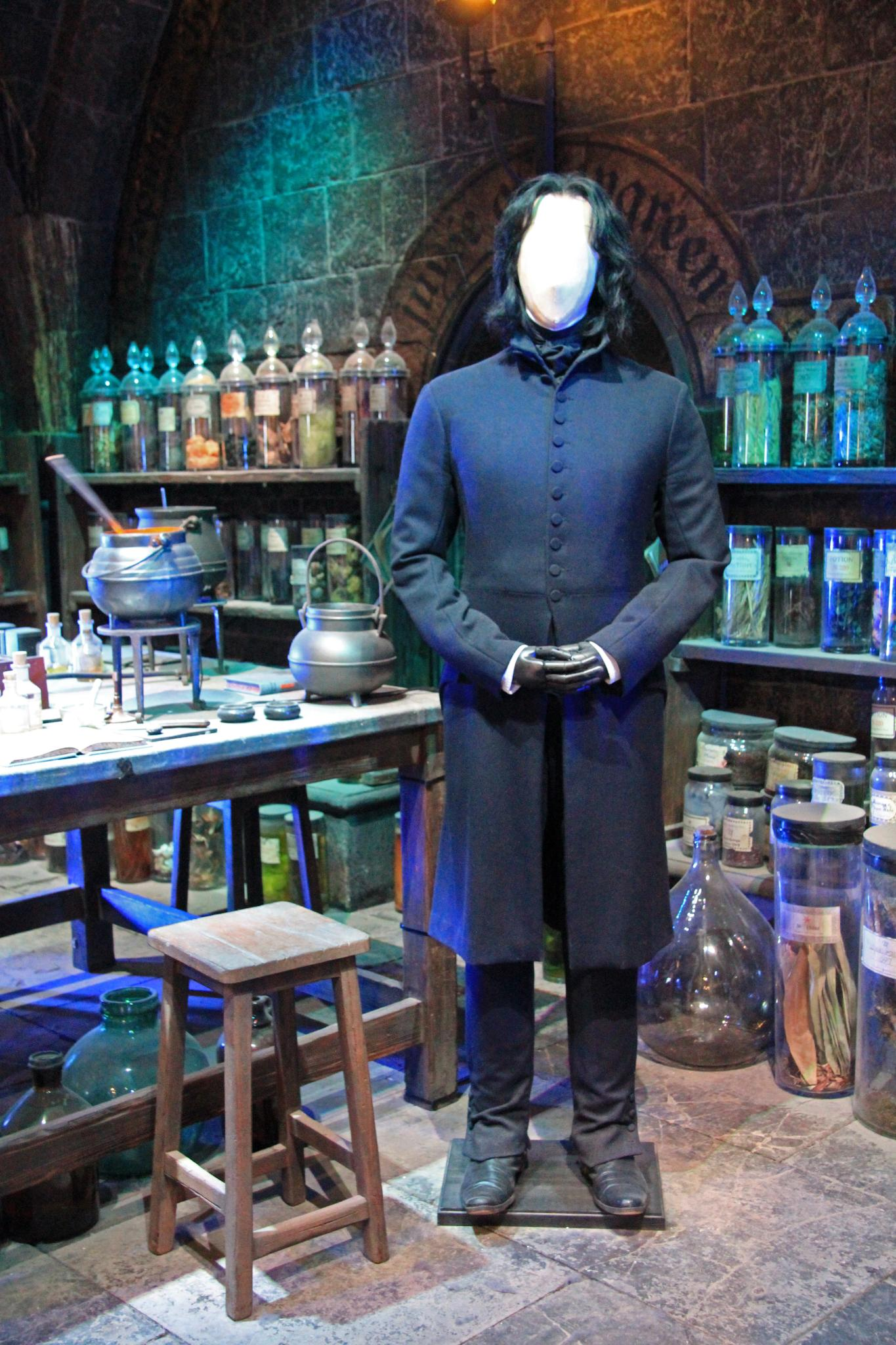
Un mannequin portant le costume d'Alan Rickman dans une salle de classe des cachots (studios de Leavesden).

Dans les films, Alan Rickman porte une redingote bleu nuit cintrée lui arrivant aux genoux, d'un style inspiré par l'univers de Dickens et des tenues universitaires traditionnelles aux tissus épais et très foncés. Alan Rickman, qui estime que le costume doit être à l'image de la « vie très maîtrisée » d'un personnage qui « vit entre des limites très étroites, aussi bien physiques qu'émotionnelles », consulte la costumière Judianna Makovsky au début de la production pour qu'elle imagine un ensemble comportant des manches très serrées et beaucoup de boutons,. Le personnage porte également une longue cape noire traînant au sol et volant dans son dos. La traîne de la cape, visible sur certaines scènes, est allongée et divisée pour former deux petites fourches, à la manière d'une langue bifide de serpent, pour donner l'impression que le personnage se déplace en « ondulant ». Alan Rickman a souhaité porter ce même costume du premier au dernier film.
Alan Rickman est doublé en versions francophones par les comédiens Claude Giraud (version française) et Daniel Picard (version québécoise),.
Dans les scènes des souvenirs de Rogue, le personnage adolescent est joué par Alec Hopkins dans Harry Potter et l'Ordre du Phénix et le personnage enfant par Benedict Clarke dans Harry Potter et les Reliques de la Mort, partie 2.

### Au théâtre
J. K. Rowling a participé au développement de la pièce de théâtre Harry Potter et l'Enfant maudit, en donnant des idées pour une huitième histoire. La pièce a été écrite par Jack Thorne en 2016 et mise en scène par John Tiffany.
Dix-neuf ans après les événements de Harry Potter et les Reliques de la Mort, le fils de Drago Malefoy, Scorpius, est propulsé dans une réalité alternative en utilisant le retourneur de temps. Dans cette réalité, Voldemort a gagné la bataille de Poudlard et Severus Rogue a survécu. Pour parvenir à s'échapper, Scorpius prend contact avec le professeur, lui explique les événements et son rôle dans la première réalité, et lui demande son aide. Rogue est également allié avec Hermione Granger, qui est dans cette réalité la cheffe des rebelles, recherchée par les autorités.
Dans cette huitième histoire, par le biais de Scorpius, Rogue a ainsi connaissance du deuxième prénom choisi par Harry Potter pour son fils (Albus Severus), et s'en montre ému et fier,.
Severus Rogue est interprété sur scène par Paul Bentall (à Londres) en 2016 et 2017 et par Byron Jennings (à Broadway) en 2018.